# Joan Planas i Congost
Joan Planas i Congost (Navata, Alt Empordà, 1812 — Girona, 1886) fou un escriptor en llengua castellana i predicador català.
Es graduà com a lector en teologia al convent de Sant Domènec de Girona l'any 1832 i fou ordenat prevere. Després de la crema de convents de 1832 s'aculli a l'exclaustració i va ser catedràtic del seminari de Girona i vicari provincial dels dominicans exclaustrats. Posteriorment fou vicari de la parròquia de Calonge i més tard rector de la de Bordils
Tingué gran fama com a predicador. Dirigí el periòdic El Norte i col·laborà al Butlletí del bisbat i regí la Casa Missió de Girona.

## Obres
- Arte pastoral. Barcelona: Hereus de Pau Riera, 1843.
- El catequista orador o catecismo romano. Barcelona: Hereus de la vídua Pla, 1857. 2 vols.